# K10QK-D
K10QK es una estación de televisión independiente cristiana en Laredo, Texas. Su señal abierta está disponible para los residentes de Laredo, Texas, Nuevo Laredo, Tamaulipas y algunas áreas del Condado de Webb.